# Liste der Kulturdenkmäler in Schorbach
Die folgende Liste enthält die in der Denkmaltopographie ausgewiesenen Kulturdenkmäler auf dem Gebiet des Ortsteils Schorbach der Gemeinde Ottrau, Schwalm-Eder-Kreis, Hessen.
Hinweis: Die Reihenfolge der Denkmäler in dieser Liste orientiert sich an der Anschrift, alternativ ist sie auch nach der Bezeichnung oder der Bauzeit sortierbar.
Kulturdenkmäler werden fortlaufend im Denkmalverzeichnis des Landes Hessen durch das Landesamt für Denkmalpflege Hessen auf Basis des Hessischen Denkmalschutzgesetzes (HDSchG) geführt. Die Schutzwürdigkeit eines Kulturdenkmals hängt nicht von der Eintragung in das Denkmalverzeichnis des Landes Hessen oder der Veröffentlichung in der Denkmaltopographie ab.

| Bild            | Bezeichnung                               | Lage                                                         | Beschreibung          | Bauzeit                   | Daten |
| --------------- | ----------------------------------------- | ------------------------------------------------------------ | --------------------- | ------------------------- | ----- |
| Steinmühle      | Mühlenanlage                              | Schorbach, Steinmühle 1 LageFlur: 7, Flurstück: 11+12        |                       | 1778                      |       |
| Fachwerkscheune | Fachwerkscheune                           | Schorbach, Steinmühle 3 LageFlur: 7, Flurstück: 61/2         | Funktion Mühlenmuseum | um 1800                   |       |
| Bild gesucht BW | Ehemalige Schule                          | Schorbach, Dorfstraße 6 LageFlur: 2, Flurstück: 45           |                       | 1813                      |       |
| Bild gesucht BW | Erntennenhaus Dorfstraße 23               | Schorbach, Dorfstraße 23 LageFlur: 1, Flurstück: 41          |                       | mittleres 18. Jahrhundert |       |
| Bild gesucht BW | Auszugshaus Dorfstraße 24                 | Schorbach, Dorfstraße 24 LageFlur: 1, Flurstück: 29          |                       | 1808                      |       |
| Bild gesucht BW | Ernhaus Dorfstraße 26                     | Schorbach, Dorfstraße 26 LageFlur: 1, Flurstück: 28          |                       | 1813                      |       |
| Bild gesucht BW | Wohnhaus Gasse 1                          | Schorbach, Gasse 1 LageFlur: 2, Flurstück: 14                |                       | frühes 19. Jahrhundert    |       |
| Bild gesucht BW | Wohnwirtschaftsgebäude Nausiser Weg 1     | Schorbach, Nausiser Weg 1 LageFlur: 1, Flurstück: 34         |                       | mittleres 19. Jahrhundert |       |
| Bild gesucht BW | Wohnhaus Nausiser Weg 3                   | Schorbach, Nausiser Weg 3 LageFlur: 1, Flurstück: 34         |                       | um 1800                   |       |
| Bild gesucht BW | Wohnwirtschaftsgebäude Oberröder Straße 6 | Schorbach, Olberröder Straße 6 LageFlur: 2, Flurstück: 100/3 |                       | spätes 18. Jahrhundert    |       |